# Aedes luteostriatus
Aedes luteostriatus är en tvåvingeart som beskrevs av Robinson 1950. Aedes luteostriatus ingår i släktet Aedes och familjen stickmyggor. Inga underarter finns listade i Catalogue of Life.